# Jan Łopuszański (inżynier)

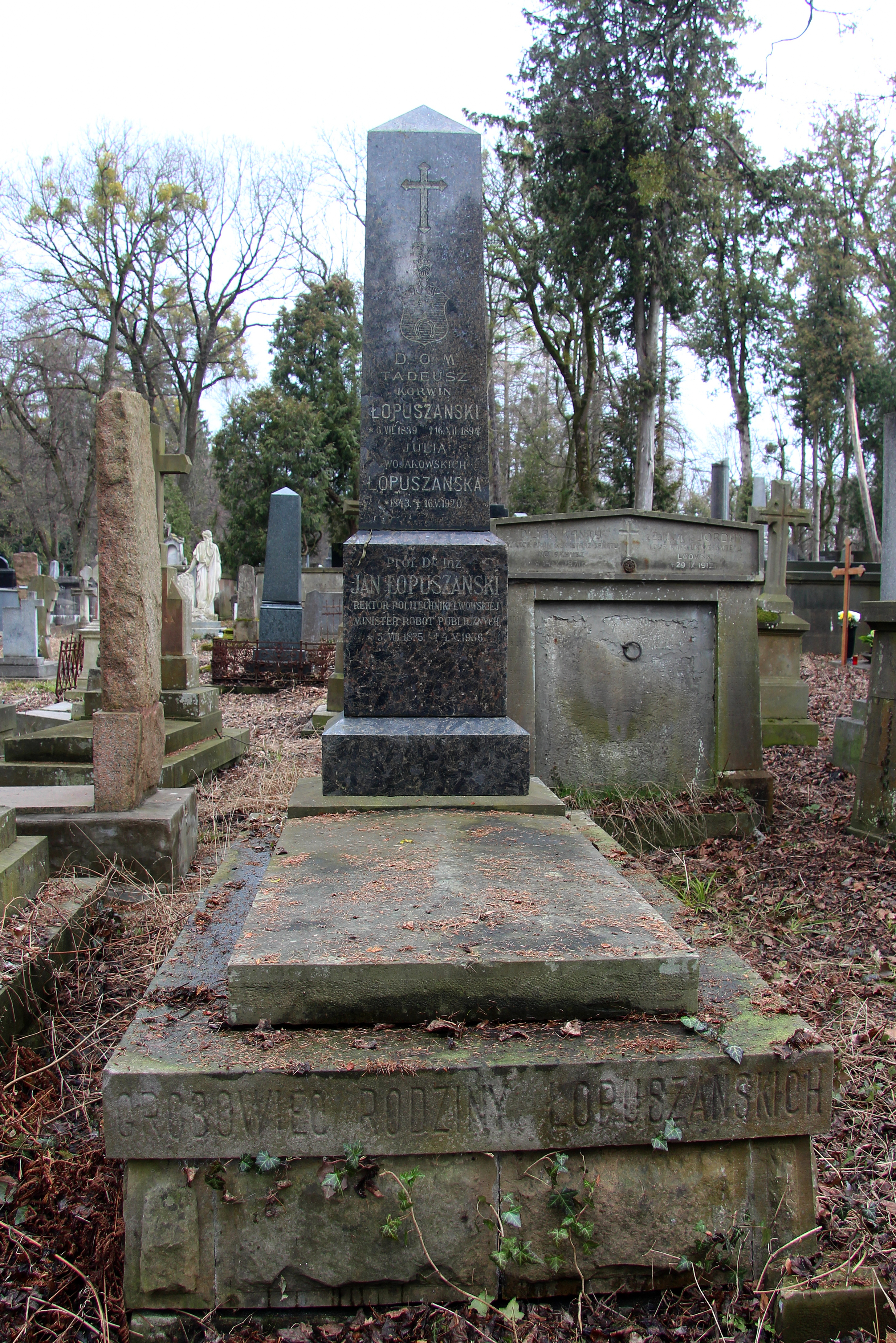
Grobowiec Łopuszańskich przed renowacją

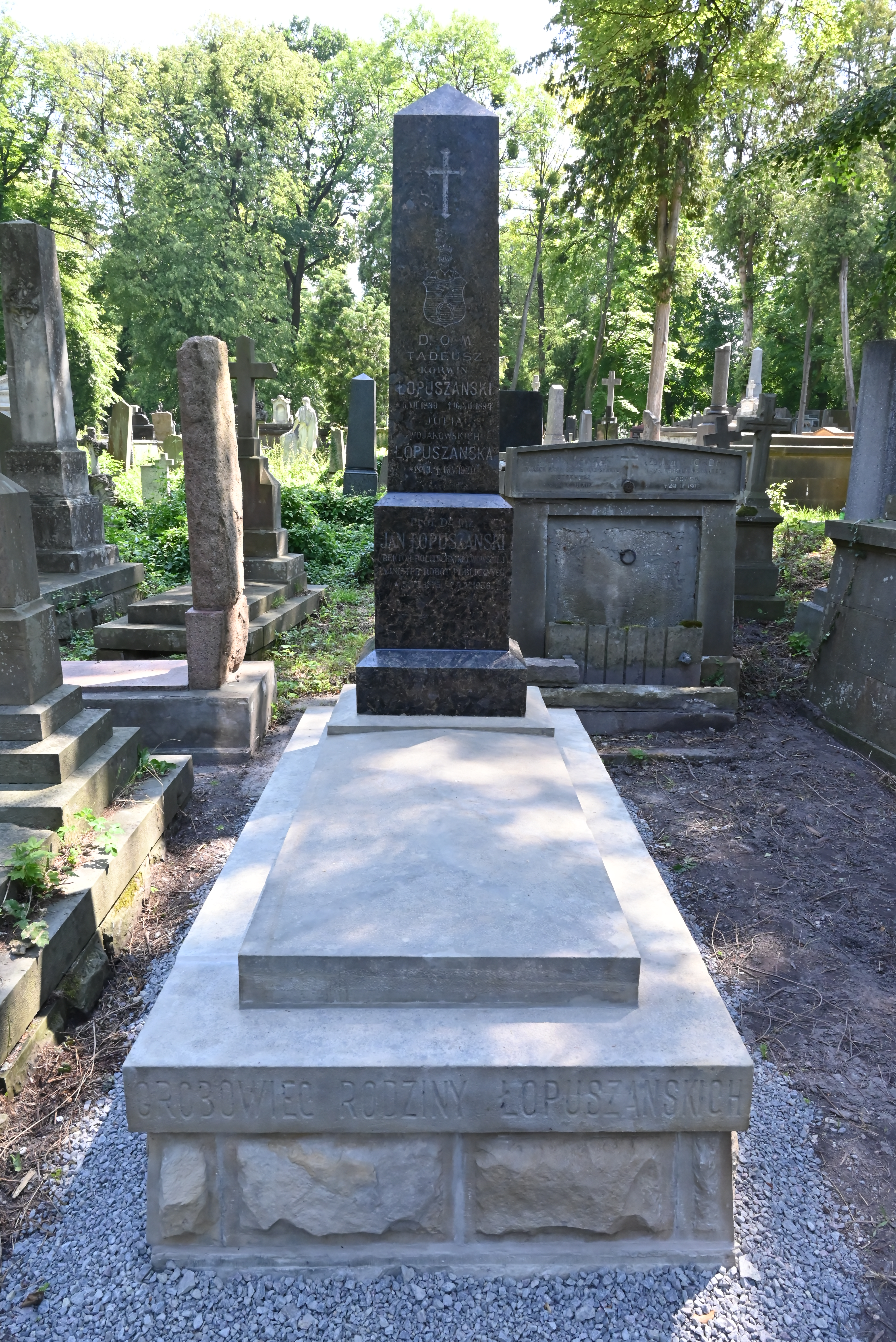
Grobowiec Łopuszańskich po renowacji

Jan Łopuszański (ur. 5 sierpnia 1875 we Lwowie, zm. 4 maja 1936 we Lwowie) – polski inżynier hydrotechnik, profesor i rektor Politechniki Lwowskiej, minister robót publicznych.

## Życiorys

### Młodość i I wojna światowa
Urodził się we Lwowie w polskiej rodzinie inteligenckiej. Był synem Tadeusza i Julii z Wojakowskich. Szkołę średnią ukończył we Lwowie. W 1899 ukończył studia na Wydziale Inżynieryjnym Politechniki Lwowskiej, po czym przez 10 lat pracował w Krajowym Biurze Melioracji we Lwowie, gdzie kierował m.in. pracami melioracyjnymi i regulacyjnymi w dorzeczu Dniestru, regulacji dorzeczy Styru. W 1908 został pełniącym obowiązki kierownika Zakładu Melioracji Wodnych Politechniki Lwowskiej. Rok później obronił doktorat na podstawie pracy Zasady rozdziału wody w nawodnieniach stokowych. W celu pogłębiania wiedzy o melioracji, udał się w podróż po Europie, m.in. do Austrii i Holandii. Następnie 25 września 1913 został mianowany profesorem nadzwyczajnym Politechniki Lwowskiej.
Łopuszański był jednym z projektantów elektrowni wodnej na Dniestrze w Uniżu. W wyniku wybuchu I wojny światowej nie udało się jej wybudować.
W latach 1914–1915 przebywał w Szwajcarii, gdzie studiował zasady funkcjonowania elektrowni wodnych. Po powrocie do kraju, założył Polskie Towarzystwo Budowlane, zostając jego dyrektorem generalnym.

### II Rzeczpospolita
W odrodzonej ojczyźnie, firma Łopuszańskiego otworzyła trzy filie – w Warszawie, Katowicach i Wilnie. Ponadto wykonała wiele prac inżynieryjnych m.in. budowa portu na Wiśle na Saskiej Kępie, czy tymczasowego dworca przy ul. Chmielnej.
1 kwietnia 1919 został mianowany profesorem zwyczajnym budownictwa wodnego Politechniki Lwowskiej. Natomiast 30 września 1922 został ministrem robót publicznych w rządzie Juliana Nowaka. Nie należał do żadnego ugrupowania politycznego. Jako minister uwagę skupił na tworzeniu zabezpieczeń przeciwpowodziowych, szczególnie na terenie Małopolski. Ponadto z jego inicjatywy powstało pismo naukowe Polskiego Towarzystwa Politechnicznego we Lwowie „Czasopismo Techniczne, które uzyskało status organu rządowego.
14 grudnia 1922 gabinet Juliana Nowaka podał się do dymisji. Gdy Ludwikowi Darowskiemu nie udało się stworzyć rządu, marszałek Sejmu Maciej Rataj powierzył misję uformowania rady ministrów gen. Władysławowi Sikorskiemu. W jej skład wszedł Jan Łopuszański, pozostając na dotychczasowym stanowisku. Generał pełnił urząd premiera do 26 maja 1923. Dwa dni później prezydent Stanisław Wojciechowski powierzył misję tworzenia rządu Wincentemu Witosowi. Było to wynikiem paktu lanckorońskiego. Pomimo zmiany na stanowisku premiera, ministrem robót publicznych pozostał Jan Łopuszański. Po upadku kolejnego gabinetu, przestał angażować się w politykę na poziomie rządowy. Powrócił do Lwowa, gdzie kontynuował rozwój kariery naukowej.
W roku akademickim 1924/1925 był dziekanem Wydziału Komunikacji, a w roku 1925/1926 rektorem Politechniki Lwowskiej.
Utworzył pierwszą w Polsce dużą stację melioracyjną przy Politechnice Lwowskiej w miejscowości Fredrow (majątek Małopolskiego Towarzystwa Rolniczego) w powiecie rudeckim na ziemi lwowskiej. Ponadto przyczynił się do stworzenia doświadczalnej stacji melioracyjnej dla Polesia w Sarnach.
Zmarł w maju 1936 we Lwowie i został pochowany na tamtejszym Cmentarzu Łyczakowskim (kwatera 69, nr 98) 6 maja 1936.
W 2022 z inicjatywy premiera Mateusza Morawieckiego grób ministra w został odrestaurowany. Cały projekt został realizowany przez Fundację Dziedzictwa Kulturowego we współpracy z Kancelarią Prezesa Rady Ministrów.

## Życie prywatne
Jego żoną była Maria z Górskich. Nie mieli dzieci.